# Palaemnema croceicauda
Palaemnema croceicauda är en trollsländeart som beskrevs av Philip Powell Calvert 1931. Palaemnema croceicauda ingår i släktet Palaemnema och familjen Platystictidae. Inga underarter finns listade i Catalogue of Life.